# Marc Francis (auteur)
Marc Francis est un auteur de livre-jeu français.